# الجامعة الوطنية الخاصة
الجامعة الوطنية الخاصة، هي جامعة خاصة في سوريا أُسِّسَت في العام 2007. يرأسها الدكتور عهد خزام، تقع في محافظة حماة، الأوتوستراد الدولي (حماة - حمص) غور العاصي. صُنفت بالمرتبة الأولى لعام 2024 وفق تصنيف AD Scientific Index 
للتذكير مؤشر "AD Scientific Index" هو نظام تصنيف عالمي الذي يحلل( توزيع العلماء) في المؤسسات وفقًا للنسب المئوية الأعلى 10% و20% و40% و60% و80% من إجمالي العلماء. بالإضافة إلى تصنيف حسب كل دولة وقارة والعالم لجميع المؤسسات.

## الكليات
- العلوم الإدارية والمالية:[4]
  1. قسم إدارة الأعمال
  2. قسم المحاسبة
  3. قسم التسويق
  4. قسم العلوم المالية والمصرفية.
- الهندسة المعمارية والتخطيط العمراني:
  1. قسم العمارة
  2. قسم تخطيط المدن
  3. قسم العمارة الداخلية
- طب الأسنان:
  1. قسم علوم الحياة
  2. قسم النسج والتشريح المرضي وطب الفم
  3. قسم مداواة الأسنان
  4. قسم التقويم وطب أسنان الأطفال
  5. قسم علم النسج حول السنية
  6. قسم التعويضات
  7. قسم جراحة الفم والوجه والفكين
- الصيدلة:
  1. قسم الصيدلانيات والتكنولوجيا الصيدلية
  2. قسم الأدوية والسموم
  3. قسم الكيمياء التحليلية والغذائية
  4. قسم الكيمياء الحيوية والأحياء الدقيقة
  5. قسم الكيمياء الصيدلية والمراقبة الدوائية
  6. قسم العقاقير
- الهندسة:
  1. قسم الهندسة المعلوماتية
  2. قسم هندسة الاتصالات
  3. قسم الهندسة المدنية

## وصلات خارجية
- الموقع الإلكتروني